# Acantholimon saravschanicum
Acantholimon saravschanicum är en triftväxtart som beskrevs av Eduard August von Regel. Acantholimon saravschanicum ingår i släktet Acantholimon och familjen triftväxter. Inga underarter finns listade i Catalogue of Life.